# أجليانا
أجليانا، (بالإنجليزية: Agliana)‏، هي (بلدية) في مقاطعة بستويا، في إقليم توسكانا الإيطالي، وتقع على بعد حوالي 25 كم (16 ميل) شمال غرب فلورنسا، وحوالي 7 كيلومترات (4 ميل) جنوب شرق بستويا. تقع أجليانا على الحدود مع البلديات التالية: مونتالي، مونتيمورلو، بستويا، براتو، كواراتا.

## السكان
في سنة 1861 بلغ عدد السكان 3٬919 نسمة، وتطور العدد ليصل في سنة 2011 لـ 16٬792 نسمة.
يظهر هذا المخطط البياني تطور النمو السكاني لـ أجليانا

## توأمة
لأجليانا اتفاقيات توأمة مع كل من:
- بيت ساحور
- ماليمورت [الإنجليزية]‏
- تفاريتي

## أعلام
- انزو كوبيني
- فابريتسيو فابري